# Aralia dasyphylla
Aralia dasyphylla är en araliaväxtart som beskrevs av Friedrich Anton Wilhelm Miquel. Aralia dasyphylla ingår i släktet Aralia och familjen Araliaceae. Inga underarter finns listade.